# Apistogramma elizabethae
Apistogramma elizabethae és una espècie de peix de la família dels cíclids i de l'ordre dels perciformes.

## Morfologia
Els mascles poden assolir els 4 cm de longitud total i les femelles 3.

## Distribució geogràfica
Es troba a Sud-amèrica: riu Amazones.